# Slime (groupe)
Pour les articles homonymes, voir Slime.
Slime est un groupe allemand de punk hardcore, originaire de Hambourg. Formé en 1979, il devient l'un des groupes les plus marquants des années 1980. Musicalement, mais aussi au niveau des textes, il passe d'un groupe aux chansons simples et accrocheuses dans le style du punk rock britannique de la fin des années 1970 à un groupe aux structures de chansons plus élaborées et aux textes complexes et codés. Elle a influencé l'histoire du mouvement punk allemand par ses textes antifascistes. Certains slogans, notamment ceux de leur première phase, se sont répandus dans les milieux autonomes.
Slime a parfois été la cible de polémiques. Le groupe a été accusé de « se vendre » au fur et à mesure de son succès grandissant. Leurs textes anti-américains ont également suscité des critiques dans les milieux de gauche. Plusieurs chansons, en particulier Wir will keine Bullenschweine (également connue sous le nom de Bullenschweine), publiée en 1980, ont fait l'objet d'enquêtes judiciaires.
Après la séparation du groupe en 1984, une reformation a lieu au début des années 1990 sous l'influence d'émeutes xénophobes, mais elle ne dure que le temps de deux albums. Ce n'est qu'à cette époque que le groupe connait un succès commercial. Après une pause de quinze ans, le groupe se reforme en 2009, trente ans après la date de sa première formation, et sort un nouvel album en 2012.

## Histoire

### Première période (1979–1984)

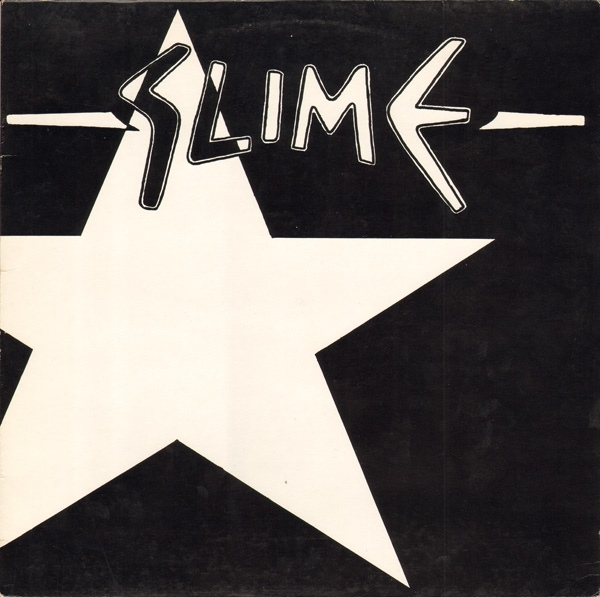
Logo de Slime issu de leurs albums.

Michael « Elf » Mayer et Sven « Eddie » Räther fréquentaient le lycée Heidberg dans le quartier de Langenhorn, à Hambourg. Ensemble, ils découvrent leur amour pour le punk rock à travers le premier album des Ramones et décident de former un groupe. Mayer se charge de la guitare et Räther de la basse, auxquels s'ajoute le docker Peter « Ball » Wodok à la batterie. Le premier chanteur est Thorsten « Scout » Kolle, un camarade de classe de Mayer et Räther. Le groupe se nomme d'abord Slime 79 and the Sewer Army, nom inspiré de la matière homonyme. Peu de temps après, le nom est raccourci en Slime, en référence à d'autres noms de groupes de punk courts et concis de Hambourg. Le premier texte écrit par le jeune groupe est Polizei SA/SS, en réaction aux violences policières contre les opposants au nucléaire.
En 1979, le groupe se produit pour la première fois au centre de jeunes Kiwittsmoor avec un deuxième guitariste du nom d'Oliver Laudahm. Le groupe se produit avec The Kreislaufkollaps. Le chanteur de ce dernier, Dirk Jora, impressionne le groupe, qui se sépare alors de Kolle, qui n'est jamais satisfait de son rôle de chanteur. Kolle deviendra scénariste pour Au rythme de la vie et Rote Rosen, et est toujours en contact avec Räther.
À Eimsbüttel, le groupe répète dans un ancien bunker. La première chanson qu'ils écrivent dans cette formation était Wir wollen keine Bullenschweine. Tom Meyer de Moderne Musik leur propose d'enregistrer un single. En automne 1979, Slime enregistre en tout quatre morceaux avec Bullenschweine, Iran, Hey Punk et Ich hasse, de sorte qu'au lieu d'un single, il y avait suffisamment de matériel pour un EP. Celui-ci est sorti en février 1980 en 2 000 exemplaires, qui sont rapidement épuisés. Le 24 février, Jora et The Buttocks donnent un concert dans le gymnase de la prison pour jeunes de Neuengamme, construite sur le site de l'ancien camp de concentration de Neuengamme. Jora y fait allusion à plusieurs reprises pendant le concert. Ils y jouent également entre autres Polizei SA/SS et Wir wollen keine Bullenschweine ainsi qu'une reprise de Marmor, Stein und Eisen bricht de Drafi Deutscher. Le public réagit violemment à la musique du groupe. Après ce concert, aucun concert de rock n'a été autorisé dans la prison pendant des années. Peu après le concert, Christian Mevs rejoint le groupe en tant que deuxième guitariste.
Encouragés par le succès, les membres de Slime empruntent de l'argent à des connaissances et à des amis pour enregistrer eux-mêmes leur premier LP dans les studios Raubbau à Hambourg. Le premier pressage de Slime Iest tiré à 5 000 exemplaires et est réimprimé cinq fois au total à leurs frais. Une grande partie des morceaux étaient écrits en anglais. Le premier album suscite l'intérêt du parquet de Hambourg et de l'Office de protection de la Constitution à cause de la chanson Wir wollen keine Bullenschweine. Le premier a effectué une descente dans le magasin de disques de Klaus Maeck, Rip Off, et confisque quelques exemplaires du premier album. De plus, Maeck, pris par erreur pour le producteur de l'album, reçoit une plainte pour incitation à la haine ; la procédure est abandonnée par la suite.
Après avoir connu un grand succès sur la scène punk grâce à ce premier album, Karl-Ulrich Walterbach d'Aggressive Rockproduktionen (AGR) s'intéresse au groupe. Le premier contrat est conclu par une poignée de main. Walterbach fait presser 50.000 LP. Parallèlement, il publie en 1980 sur la compilation Soundtracks zum Untergang les deux morceaux Polizei SA/SS et Keine Führer. Le premier doit être censuré sur les publications ultérieures. Le sampler est indexé en 1982 à cause de cette chanson et de Helden von Middle Class Fantasies, car les autorités de poursuite pénale y ont vu « un dénigrement de l'État et de ses symboles »,. En 1989, Slime I sort à nouveau sur CD chez AGR sans avoir été censuré, et en 2003, il est réédité chez Weird System avec une version réenregistrée et censurée de Wir wollen keine Bullenschweine.
Après la publication, le batteur Peter Wodok est exclu du groupe. Il avait déjà de graves problèmes d'alcool à l'époque et décède en 1994 des suites de ses années de consommation d'alcool. Il est remplacé par Stephan Mahler, un ancien collègue de Mevs. Mahler avait contribué aux paroles de Karlsquell sur Slime I et chanté sur I Wish I Was. En 1982, le deuxième LP, Yankees raus, sort. Fort du succès des textes allemands de l'EP et du premier album, le groupe décide de miser exclusivement sur des chansons en allemand pour ses prochaines sorties. Mahler commence également à écrire des chansons et contribue à deux morceaux, Demokratie et Pseudo. L'album renforce la réputation de Slime en tant que groupe punk le plus radical de la scène allemande, même si les textes du deuxième album sont beaucoup plus personnels. Slime fait une tournée en Allemagne avec Beton Combo, Aheads et Middle Class Fantasies.
Mahler prend rapidement le rôle de leader au sein de Slime et écrit une grande partie du troisième album Alle gegen Alle, qui sort le 15 avril 1983. Pour la première fois, il dispose d'une production professionnelle grâce à Harris Johns. Musicalement, le groupe se détourne du punk rock de 1977 et commence à intégrer des influences du punk hardcore, beaucoup plus dense et sombre, dans le style des Dead Kennedys et de Black Flag. L'œuvre est plus nuancée au niveau des textes, se compose de moins de slogans et est plus sombre que les albums précédents. C'était surtout dû à la situation désastreuse de la scène punk, qui se différenciait davantage sur le plan politique, entre autres en diverses excroissances néonazies, mais aussi en gauchistes politiquement dogmatiques. Slime leur consacre plusieurs chansons sur cet album, notamment Linke Spießer et Nazis raus, une reprise de Beton Combo. D'autres concerts, parfois avec des modèles du groupe, ont lieu à cette époque. Par exemple en 1982 à Hambourg-Harburg avec les Dead Kennedys et Millions of Dead Cops (MDC), accompagnés d'une centaine de policiers anti-émeute sous la scène. Des représentations avec Brains à Osnabrück et Ton Steine Scherben à Neumünster suivent, mais Mahler quitte le groupe peu de temps après. Les reproches commerciaux et l'hostilité de la gauche étaient des facteurs décisifs que Mahler avait du mal à supporter. Convaincu que Slime ne pouvait plus progresser, il propose à Mayer de fonder un autre groupe. Lorsqu'il apprend, pendant ses vacances, que le groupe avait prévu de sortir un album live sans son accord, il le quitte. Michael Mayer essayait encore de maintenir la cohésion de Slime. Il fait venir Stéphane Larsson des Buttocks dans le groupe. Ensemble, ils enregistrent l'album Live Live (Pankehallen 21. Januar 1984). D'autres concerts suivent, mais la nouvelle composition du groupe ne peut finalement pas s'établir. Le groupe finit par se dissoudre officiellement.

### Années intermédiaires (1984–1990)
Malgré sa séparation, Slime joue à plusieurs reprises jusqu'à la réunification du groupe en 1992, notamment au Störtebeker dans la Hafenstraße occupée ou lors du Störtebeker-Barkassen-Trip dans le port de Hambourg, au cours duquel de la bière gratuite est offerte et où la péniche faillit couler dans le bassin portuaire. Les membres se sont également engagés pour le squat de la Hafenstraße ainsi que pour des projets alternatifs comme la Volxküche en organisant des concerts de bienfaisance.
Pendant cette période, les membres du groupe poursuivent différents projets. Eddi Räther et Michael « Elf » Mayer forment avec Stéphane Larsson des Buttocks le groupe éphémère de punk rock Targets.
Stephan Mahler joue de la batterie dans le groupe de rock gothique Mask For et dans le groupe Torpedo Moskau. Tous deux sont également actifs dans le groupe George & Martha. Mahler et Mevs font également la connaissance de Jens Rachut. Alors que Mahler collaborait déjà avec ce dernier dans Das Moor, Rachut, Mahler et Mevs forment ensemble le groupe Angeschissen. Mevs et Mahler forment également le Soundgarden-Studio à Hambourg. Mevs, en particulier, y assure le travail de studio et produisait de nombreux groupes. Le studio devient bientôt la première adresse du label discographique indépendant hambourgeois L'Âge d'or. Il réalise ainsi des productions pour Tocotronic, Blumfeld et Die Sterne, devenant ainsi l'un des principaux producteurs de la Hamburger Schule. Michael Mayer se consacre à partir de 1988 au groupe Destination Zero, auquel participe également Peter Siegler de Razzia. À partir de 1989, tous deux deviennent membres de la légende punk Abwärts, qui, après une brève dissolution, est repris par Frank Z. et FM Einheit et dure jusqu'en 1995. Mayer exploita le groupe Abwärts en parallèle après la réunification de Slime.

### Deuxième phase (1990–1994)
En 1990, la compilation Die Letzten sort avec des morceaux anciens et inédits ainsi que diverses contributions à des samplers. Le 7 septembre 1991, Slime se produit au festival Viva St. Pauli. C'est le premier concert après la réunification allemande. 15 000 personnes assistent à la représentation. À la suite du climat politique qui s'ensuit dans le pays, avec les émeutes de Hoyerswerda comme point culminant d'une vague de violence raciste, les membres du groupe décident de reformer Slime. En 1992, l'album Viva la Muerte sort. L'album est produit par Rodrigo González, le futur bassiste de Die Ärzte. La production de l'album est un peu diffuse : plusieurs studios sont utilisés, le mixage final a lieu dans un studio spécialisé dans le heavy metal. Musicalement, l'album est également un peu différent des précédents. Il s'agit d'un conglomérat de différents genres, entre autres des chansons de marins, des chansons de stade et des chansons folkloriques, ainsi que des chansons politiques comme Mensch et des chansons plus personnelles. De ce fait, cet album devient le plus atypique du catalogue de Slime. Il n'est pas très bien accueilli par la scène punk ni par la critique musicale. Mais des ruptures de stock sont annoncées.
Après quelques concerts, Slime enregistre l'album Schweineherbst en 1993. L'album est plus différencié et plus exigeant au niveau des textes que les publications précédentes, et il est également plus abouti au niveau musical. Il est, par sa facture clairement politiquement de gauche, une réponse aux pogroms racistes en Allemagne. La chanson Der Tod ist ein Meister aus Deutschland est extraite en tant que single et représente une adaptation musicale du poème Todesfuge de Paul Celan. Il s'agit d'une réponse directe aux émeutes de Rostock-Lichtenhagen et à l'attentat meurtrier de Mölln. Le morceau établit un parallèle avec le système concentrationnaire du Troisième Reich, point de départ du poème original. Marcus Wiebusch, alors membre de But Alive, écrit le texte Aufrecht gehen, qui est mis en musique par Mayer. La majeure partie de l'album est écrite par Mahler. Eddie Räther ne participe pas à l'album pour des raisons privées, de sorte que Mayer enregistre ses parties de basse. Schweineherbst est dédié au batteur Peter Wodok, décédé peu de temps auparavant. Il est l'album le plus populaire du groupe à ce jour et se vend à 40 000 exemplaires au cours des premières semaines. L'album atteint ainsi la 66e place du hit-parade allemand des albums.
Fin 1994, le groupe se sépare à nouveau après une tournée d'adieu. Stephan Mahler et Christian Mevs étaient dépassés par le succès du groupe. De leur point de vue, Slime n'était pas un groupe de rock régulier qui devait vivre de sa musique, et ils n'étaient pas tous des stars du rock. Mevs justifie ces événements plus tard comme suit : « Nous avons tout à coup déroulé un grand show rock, pendant les concerts les gens voulaient me toucher, ils tiraient sur mon pantalon. Après un concert, des gamins conduits par leurs parents sont venus nous demander, en signant des autographes, combien de flics on avait déjà tabassés aujourd'hui. Je suis devenu une force motrice derrière la dissolution du groupe. [...] Je trouvais que le rôle dans lequel on me poussait était à vomir. Stephan et moi sommes devenus une alliance : nous voulions démanteler Slime, son succès, son mythe. » Mayer, quant à lui, jugeait positivement le grand succès du groupe et voulait absolument continuer. Lors de la tournée commune, il y eut donc souvent des disputes qui conduisirent finalement à une nouvelle dissolution. Pendant la tournée, le groupe produit son deuxième album live Live Punk Club, enregistré à la Große Freiheit à Hambourg.

### Années intermédiaires (1995–2009)

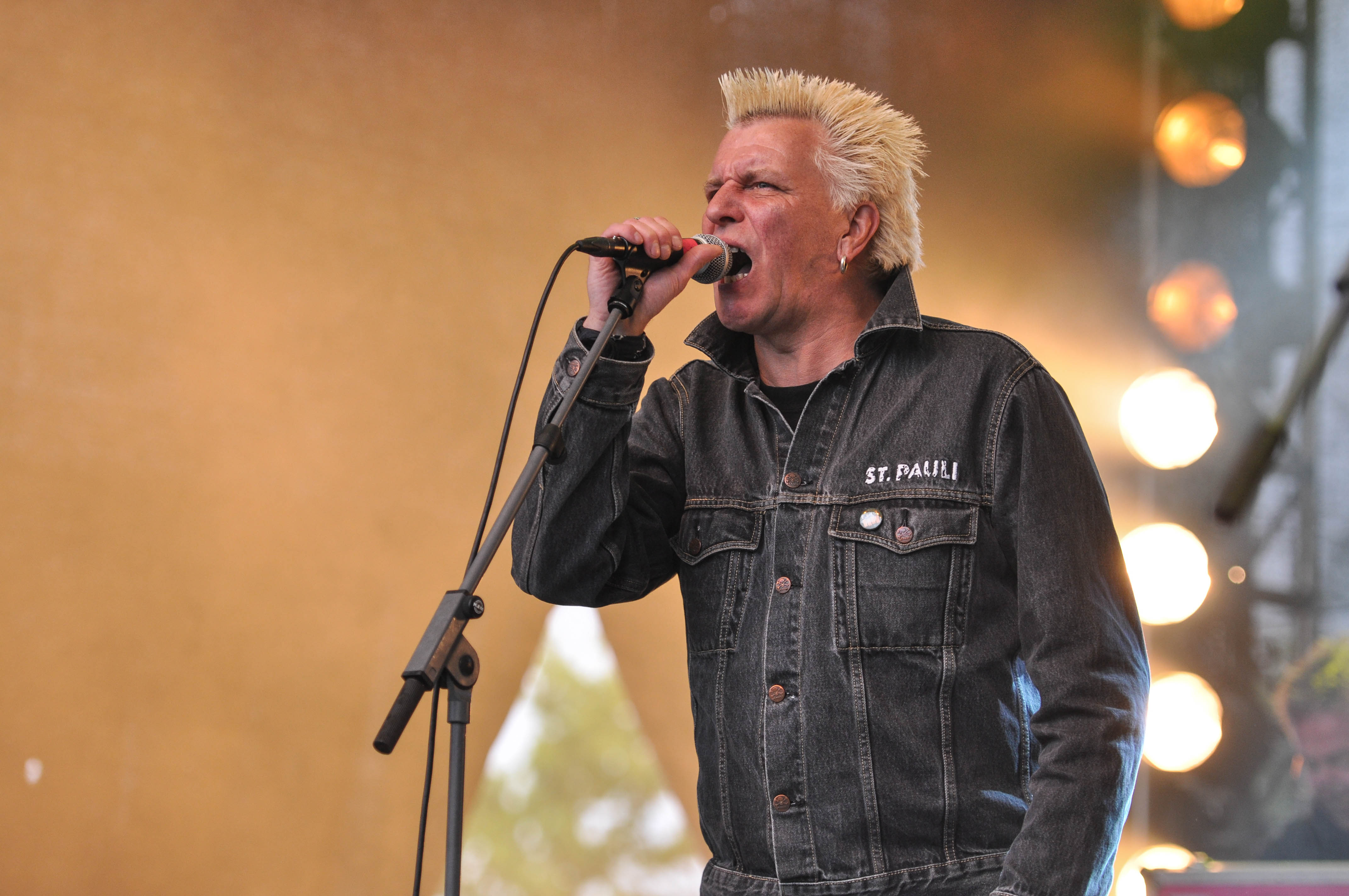
Le chanteur Dirk Jora lors de Rock in Caputh 2013.

Les différents membres se consacrent à d'autres projets. Mayer forme son groupe solo Elf, nommé d'après son pseudonyme, qui sort deux albums. Avec Jora ainsi que des musiciens de Abstürzende Brieftauben et Heiter bis wolkig, il forme le groupe C.I.A. (Church of Independent Assholes), qui est toutefois arrêté après la sortie d'un album.
Mahler se met à son compte avec le commerce de tissus en gros de son père et met fin à sa carrière musicale. Mevs lui se retiré aussi de la carrière musicale active après une perte d'audition jusqu'à la réunion. Il travaille aujourd'hui comme compositeur de musique pour pièces radiophoniques pour le Norddeutscher Rundfunk et Deutschlandradio Kultur.
En 2000, les juges de la Cour constitutionnelle fédérale (BVerfG) déclarent Deutschland muss sterben « art au sens du droit fondamental ». L'organisateur d'une manifestation qui avait joué la chanson reçoit d'abord une amende, mais il fait appel jusqu'à ce qu'il atteigne la plus haute instance.
En 2002 et 2003, des réimpressions des trois premiers albums sont publiées par Weird System, les morceaux censurés ayant été partiellement réenregistrés afin d'éviter des poursuites judiciaires. En 2004, le double DVD Wenn der Himmel brennt, qui avait déjà été annoncé pour 2003 mais avait dû être reporté en raison d'une enquête du ministère public, sort également chez eux. Le DVD offre, en qualité caméscope, un aperçu documentaire de toute l'histoire du groupe et contient un livret de 56 pages avec une interview couvrant toute l'histoire du groupe, ainsi qu'un catalogue complet des œuvres. En 2003, après l'échec d'une nouvelle tentative de reformation de Slime, Jora, Mayer et le groupe Rubbermaids forment le projet Rubberslime, qui dure jusqu'en 2005 dans cette formation. C'est alors que Jora quitte le projet. Jora, ruiné financièrement depuis 1996 par des dettes fiscales, se maintient à flot en tant que chauffeur de taxi jusqu'en 2007 et vit ensuite avec l'allocation chômage II (Arbeitslosengeld II). Mayer rejoint le groupe punk Die Mimmi's, avec lequel il est toujours actif depuis.
En 2007, Mayer réussit à s'assurer, ainsi qu'au groupe, les droits sur les bandes master des trois premiers albums, après qu'Universal, qui détenait les droits sur les productions AGR, ait manqué un délai de paiement. Les albums sont immédiatement remastérisés numériquement et réédités par le label Slime Tonträger, enrichis de titres bonus. Weird System sort également de nouvelles versions LP.

### Sich fügen heißt lügen(2009–2020)
Fin octobre 2008, Michael Mayer, Christian Mevs et Dirk Jora planifient un nouveau départ sans Mahler. Alex Schwers, qui jouait auparavant dans Hass, Knochenfabrik et Eisenpimmel, mais qui avait commencé sa carrière musicale avec le chanteur de variété Ibo, prend en charge la batterie. Eddie Räther devait à nouveau prendre la basse, mais il demande un délai en raison d'une tendinite. Mais à l'été 2009, il renonce définitivement. Il devient entrepreneur dans le domaine de la construction et de l'élimination des déchets. Mayer demande à sa compagne Nici, avec laquelle il avait déjà joué dans Die Mimmi's.
Le samedi de Pentecôte 2010, le groupe s'est produit comme l'une des deux têtes d'affiche du festival punk Ruhrpott Rodeo près de Hünxe. Il s'agissait de leur premier concert depuis 15 ans. Une semaine plus tard, le groupe donne un deuxième concert au Millerntor, à l'occasion du centenaire du FC St. Pauli. Le groupe est annoncé par Rocko Schamoni. Il s'ensuit une tournée en Allemagne.
En 2011, le morceau Wir will keine Bullenschweine, sorti 30 ans plus tôt, est indexé - la décision concernait aussi bien l'EP homonyme que le premier album. L'Office criminel du Land de Brandebourg avait demandé cette décision. Le contexte était un concert du groupe le 15 décembre 2010 au SO36 de Berlin. Une petite bagarre de rue s'ensuit, au cours de laquelle des policiers reçoivent des bouteilles et des pierres. Plus tard dans l'année, le groupe donne l'un de ses plus grands concerts au Wacken Open Air. Celui-ci fait l'objet de critiques, car la même année, Frei.Wild, qui est perçu par la scène punk comme un groupe de la zone grise avec, selon eux, des textes conservateurs douteux, joue également au festival.
Le 15 juin 2012, le nouvel album Sich fügen heißt lügen sort sur People Like You Records. Il s'agit du premier album studio du groupe depuis 18 ans. Le groupe fait de la nécessité de ne plus avoir de véritable auteur-compositeur sans Mahler une vertu : sur cet album, seuls des textes du poète anarchiste Erich Mühsam ont été mis en musique. En été 2012, Slime joue dans quelques festivals en plein air, comme Area4 et le festival Nonstock près de Darmstadt. Une tournée des clubs suit en automne et en hiver.
Le 4 mars 2013, la biographie officielle du groupe, Slime : Deutschland muss sterben, rédigée par Daniel Ryser, est publiée. La tournée de lecture qui s'ensuit est accompagnée acoustiquement par Mevs, Mayer et Jora. 2013 assiste à la mise à l'index de Polizei SA/SS. Cette mise à l'index a également des conséquences pour divers groupes qui reprennent la chanson de Slime, notamment Totenmond et Japanische Kampfhörspiele, dont les enregistrements est également mis à l'index par la suite.
Le 29 septembre 2017, l'album studio Hier und jetzt suit, contenant pour la première fois depuis la reformation de nouvelles chansons. Max Richard Leßmann, Frank Nowatzki (ex-Beton Combo) et Andreas Hüging ont participé à la composition de l'album. Auparavant, les singles Sie wollen wieder schießen (dürfen) et Unsere Lieder étaient déjà sortis en 7. Un coffret en édition limitée contenait, outre l'album en digipack, un écusson et un drapeau-poster, un album live jusqu'alors inédit. L'album atteint la 20e place du classement des albums allemands.
Le 13 mars 2020, l'album Wem gehört die Angst, produit par Christian Mevs lui-même, sort. L'album est publié par Arising Empire et est la première publication de Slime à atteindre le top 10 des charts allemands avec la neuvième place.
Le 30 juillet 2020, le chanteur Dirk Jora annonce par e-mail à divers fanzines qu'il quittait le groupe avec effet immédiat. Jora évoque des « problèmes internes insurmontables » et parle, entre autres, de divergences sur la mise en pratique des textes du dernier album de Slime ainsi que sur la manière dont le groupe devait traiter les membres de l'équipe et du groupe. Avec son départ, le groupe se sépare également, explique Jora. Le même jour, les membres restants du groupe annoncent sur la page fan Facebook du groupe que Dirk Jora avait « quitté Slime en raison de son état de santé » et annulent les concerts prévus pour 2020. Il n'était pas explicitement question d'une dissolution du groupe dans cette déclaration. Au lieu de cela, les membres restants du groupe ont déclaré : « Comment, si et quand cela va éventuellement continuer doit rester ouvert pour le moment ».

### Tex Brasket (depuis 2021)
Le 17 décembre 2021, Slime sort le single vidéo Komm schon klar avec Tex Brasket, un chanteur de rue berlinois anciennement sans domicile fixe, que le groupe avait rencontré après le départ de Dirk Jora. Les paroles de la chanson sont  écrites par le chanteur et parlent de sa vie dans la rue. De plus, un nouvel album appelé Zwei est annoncé pour l'été 2022, et sort le 15 juillet 2022 via Slime Tonträger/Hulk Räckorz.

## Discographie

### Albums studio
- 1981 : Slime I (1982 sur Aggressive Rockproduktionen)
- 1982 : Yankees raus (Aggressive Rockproduktionen)
- 1983 : Alle gegen Alle (Aggressive Rockproduktionen)
- 1992 : Viva la Muerte (Aggressive Rockproduktionen)
- 1994 : Schweineherbst (Indigo)
- 2012 : Sich fügen heißt lügen (People Like You Records)
- 2017 : Hier und jetzt (People Like You Records)
- 2020 : Wem gehört die Angst (Arising Empire)
- 2022 : Zwei (Slime Tonträger et Hulk Räckorz)

### Albums live et compilations
- 1984 : Live (Pankehallen 21. Januar 1984) (Aggressive Rockproduktionen)
- 1990 : Compilation '81–'87 (Bitzcore)
- 1990 : Die Letzten (Aggressive Rockproduktionen)
- 1995 : Live Punk Club (Slime)
- 2012 : Rebellen 1979–2012 (Visions, juin 2012)
- 2017 : Live (coffret)

### Singles et EP
- 1980 : Wir wollen keine Bullenschweine (EP, Moderne Musik)
- 1993 : Der Tod ist ein Meister aus Deutschland / Schweineherbst (vinyle, Weserlabel/Indigo)
- 1993 : 10 kleine Nazischweine (split avec Heiter bis Wolkig, Weserlabel)
- 2015 : Fick das Gesetz (vinyle, Aggressive Punk Produktionen)
- 2016 : Sie wollen wieder schießen (dürfen) (7″, People Like You Records)
- 2017 : Unsere Lieder (vinyle, People Like You Records)
- 2018 : Patrioten/Hallo Hoffnung (split avec ZSK, People Like You Records)

### Album hommage
- 2009 : Alle gegen Alle – A Tribute to Slime (avec Toten Hosen, Rasta Knast, Dritte Wahl etc.[32])

### Albums vidéo
- 1994 : Schweineherbst (VHS, Indigo)
- 2004 : Wenn der Himmel brennt (2 DVD, Weird System)

### Participations
- 1981 : Keine Führer et Polizei SA-SS sur Soundtracks zum Untergang
- 1990 : Der Tod ist ein Meister aus Deutschland (Ostinato RMX) sur Zensur!?
- 1991 : Career Opportunities sur Slam-Brigade Haifischbar – Punk in Hamburg 1984–90
- 1992 : Hey Punker (avec Abwärts) sur Prollhead! fordert Tribute
- 1993 : Krieg in den Städten sur…Ist es wirklich schon so spät? (album hommage à Abstürzende Brieftauben)
- 1994 : We Must Bleed sur Strange Notes! A Germs Cover Compilation
- 2011 : Mittendrin, St. Pauli et Ab jetzt gewinnen immer wir sur Gegengerade (bande originale)
- 2012 : Heute hier, morgen dort sur Heute hier, morgen dort – Salut an Hannes Wader
- 2013 : Trau dich sur Giraffenaffen 2